# Spoorlijn Aarhus - Ryomgård
De spoorlijn Århus - Ryomgård (Deens: Grenaabanen) is een lokale spoorlijn in het oosten van het Deense schiereiland Jutland, tussen Århus en Ryomgård.

## Geschiedenis
De lijn, van Århus naar Ryomgård, werd op 1 december 1877 in gebruik genomen door de Østjyske Jernbane (ØJJ). Ruim een jaar eerder, op 26 augustus 1876, was de lijn Randers - Grenaa al in gebruik genomen. Aanvankelijk werden voor beide lijnen twee afzonderlijke spoorwegmaatschappijen opgericht, Randers-Grenå Jernbaneselskab en Aarhus-Ryomgård Jernbaneselskab. Reeds voor de opening van beide spoorlijnen fuseerden deze twee maatschappijen tot de Østjyske Jernbane (ØJJ).
Wegens slechte resultaten besloot de regering om de lijn door de staat te laten overnemen. Vanaf 1 april 1881 voerde de ØJJ de exploitatie in opdracht van de staat uit en per 1 oktober 1881 werd de exploitatie overgenomen door de Jysk-Fynske Jernbaner (JFJ), de staatsspoorwegen van Jutland en Funen, die in 1885 met de Sjællandske Jernbane Selskab (SJS) opging in de Danske Statsbaner (DSB).